# Ali Gholizadeh
Ali Gholizadeh (en persa: علی قلی‌زاده‎; Namin, 10 de marzo de 1996) es un futbolista iraní que juega en la demarcación de delantero para el Lech Poznań de la Ekstraklasa.

## Selección nacional
Tras jugar en la selección de fútbol sub-17 de Irán, la sub-20 y la sub-23, finalmente el 17 de marzo de 2018 hizo su debut con la selección absoluta en un encuentro contra Sierra Leona que finalizó con un resultado de 4-0 a favor del combinado iraní tras los goles de Mohammad Reza Khanzadeh, Kaveh Rezaei y un doblete del propio Gholizadeh.

### Participaciones en Copas del Mundo
| Copa              | Sede  | Resultado      | Partidos | Goles |
| ----------------- | ----- | -------------- | -------- | ----- |
| Copa Mundial 2022 | Catar | Fase de grupos | 3        | 0     |

### Goles internacionales
| # | Fecha                   | Estadio                                   | Oponente     | Gol | Resultado | Competición                        |
| - | ----------------------- | ----------------------------------------- | ------------ | --- | --------- | ---------------------------------- |
| 1 | 17 de marzo de 2018     | Estadio Azadi, Teherán, Irán              | Sierra Leona | 2–0 | 4-0       | Amistoso                           |
| 2 | 17 de marzo de 2018     | Estadio Azadi, Teherán, Irán              | Sierra Leona | 4–0 | 4-0       | Amistoso                           |
| 3 | 20 de noviembre de 2018 | Estadio Hamad bin Khalifa, Doha, Catar    | Venezuela    | 1-1 | 1-1       | Amistoso                           |
| 4 | 3 de junio de 2021      | Estadio Al Muharraq, Arad, Baréin         | Hong Kong    | 1-0 | 3-1       | Clasificación para el Mundial 2022 |
| 5 | 7 de septiembre de 2021 | Estadio Internacional Jalifa, Doha, Catar | Irak         | 0-3 | 0-3       | Clasificación para el Mundial 2022 |
| 6 | 16 de noviembre de 2021 | Estadio Rey Abdullah II, Amán, Jordania   | Siria        | 0-3 | 0-3       | Clasificación para el Mundial 2022 |

## Clubes
| Club                     | País    | Año       | Partidos | Goles |
| ------------------------ | ------- | --------- | -------- | ----- |
| Saipa FC                 | Irán    | 2013-2018 | 69       | 8     |
| Royal Charleroi          | Bélgica | 2018-2023 | 143      | 23    |
| Kasımpaşa S. K. (cedido) | Turquía | 2023      | 4        | 0     |
| Lech Poznań              | Polonia | 2023-     | 46       | 8     |

## Palmarés

### Títulos nacionales
| Título      | Club        | País    | Año  |
| ----------- | ----------- | ------- | ---- |
| Ekstraklasa | Lech Poznań | Polonia | 2025 |